# Targasonne
Targasonne es una localidad  y comuna francesa, situada en el departamento de Pirineos Orientales en la región de Occitanie, en la comarca natural e histórica de la Alta Cerdaña.
A sus habitantes se les conoce por el gentilicio de targassonnais en francés o targasoní, targasonina en catalán.

## Historia
La comuna se denominó Targassonne hasta el 31 de diciembre de 2021.

## Demografía
| 59 | 71 | 65 | 93 | 133 | 203 |
| Para los censos de 1962 a 1999 la población legal corresponde a la población sin duplicidades (Fuente: INSEE [Consultar]) |    |    |    |     |     |

## Lugares de interés
- Caos de Targazona, formado por bloques de granito con diversas formas, desprendidos del pico dels Moros.
- Central solar Thémis